# 大神虎主
大神 虎主（おおみわ の とらぬし）は、平安時代初期から前期にかけての貴族・医師。姓は神直のち大神朝臣。官位は従五位下・内薬正。

## 経歴
承和2年（835年）左近衛医師に任ぜられ、のち仁明天皇の侍医となった。仁明朝末の承和15年（848年）外従五位下に叙せられる。
文徳朝でも引き続き侍医を務める傍ら、斉衡元年（854年）三河掾、斉衡2年（855年）備後介、天安元年（857年）伊予権掾と地方官を兼帯し、斉衡3年（856年）内位の従五位下に叙せられる。また、斉衡元年（854年）には、一族の木並・己井らと共に、神直から大神朝臣へ改姓している。
清和朝に入り、貞観2年11月（861年1月）侍医から内薬正に転じるが、同年12月29日卒去。享年63。最終官位は従五位下行内薬正。
仁明・文徳・清和の三朝に亘って侍医を務め、物部広泉・菅原峯嗣らと共に『金蘭方』50巻を編纂した。

## 人物
幼い頃から才知が優れ物事を良く理解していた。医学を学び、鍼や薬の技術について殆どその奥義を究めたという。虎主の処置は効き目があり、人々は皆その治療を求めたなどの逸話があり、名医であった物部広泉の死後、虎主はその後を継いで医療技術の声望が高かった。
戯れが好きな性格で、良く冗談を言っていた。ある時、禁中を退出して地黄煎を作る場所に向かう途中で友人と出会った。その友人がどこに行くのかと問うたところ、虎主は「天皇の命を奉じて地黄の所へ向かう」と答えたという。

## 官歴
『六国史』による。
- 承和2年（835年） 日付不詳：左近衛医師
- 時期不詳：侍医
- 時期不詳：正六位上
- 承和15年（848年） 正月7日：外従五位下
- 斉衡元年（854年） 3月14日：三河掾。10月22日：神直から大神朝臣へ改姓
- 斉衡2年（855年） 2月15日：兼備後介
- 斉衡3年（856年） 正月7日：従五位下
- 天安元年（857年） 正月14日：兼伊予権掾
- 貞観2年（860年） 11月17日：内薬正、止侍医。12月29日：卒去（従五位下行内薬正）